# 車輪之國，悠久的少年少女
《车轮之国，悠久的少年少女》（車輪の国、悠久の少年少女）是日本AKABEiSOFT2社2007年1月26日发售的恋爱冒险類型成人遊戲，是《車輪之國，向日葵的少女》的Fan disc。

## 剧情
Fan disc收录《車輪之國，向日葵的少女》角色法月将臣的过去，以及与夏咲、燈花、幸、璃璃子共四位女主角的故事。

### 法月編
以特别高等人为目标的阿久津将臣，为了迎接最终试验而来到了一个鄉下小镇。在特别高等人的指导下，将臣任由负有『不允许你有私生活的义务』的少女进行监督的工作。故事開始於健（後來的森田賢一）被樋口三郎撿到前。

## 登场人物

### 法月編
阿久津將臣
特别高等人候補生。後來的法月將臣。家境贫穷。目标是成为社会的枢纽特别高等人，但是内心却有着动摇国家的谋反之意。
樋口三郎（配音：後野祭）
特别高等人候補生。阿久津将臣的朋友。在特别高等人的最终试验留下来。
（配音：篠崎雙葉）
特别高等人。一半为异邦人。担任着最终试验的指导教官。精通枪法。希望阿久津将臣成为自己的继承人。
（配音：草柳順子）
因為替異邦人寫歌而担负着『不允许你有私生活的义务』的少女。
本身是出身富貴的大小姐
健
樋口三郎撿到的嬰兒。後來的森田賢一。

### 女主角編
森田賢一
前特别高等人候補。本名「樋口健」。
日向夏咲（配音：新城麻奈）
三廣幸（配音：芹園宮）
大音燈花（配音：紫華菫）
樋口璃璃子
男主角的姊姊，但沒有血緣關係。
南雲繪理
瑪娜（配音：神月葵）
卯月塞匹亞（配音：盛啟介）
本名磯野一太朗。森田賢一的同班同學。
大音京子（配音：風音）
灯花母親。擔任老師。

## 制作团队
- 人物设定原案：有葉
- 制作·编剧：るーすぼーい
- BGM：tiko-μ、Morrigan、如日、まつ

## 主題曲
片头曲：『少年少女よ、大志を抱け』
作詞、作曲、歌：片霧烈火
片尾曲：『live』
作曲：藤間仁，歌：川村ゆみ